# Morningside Heights

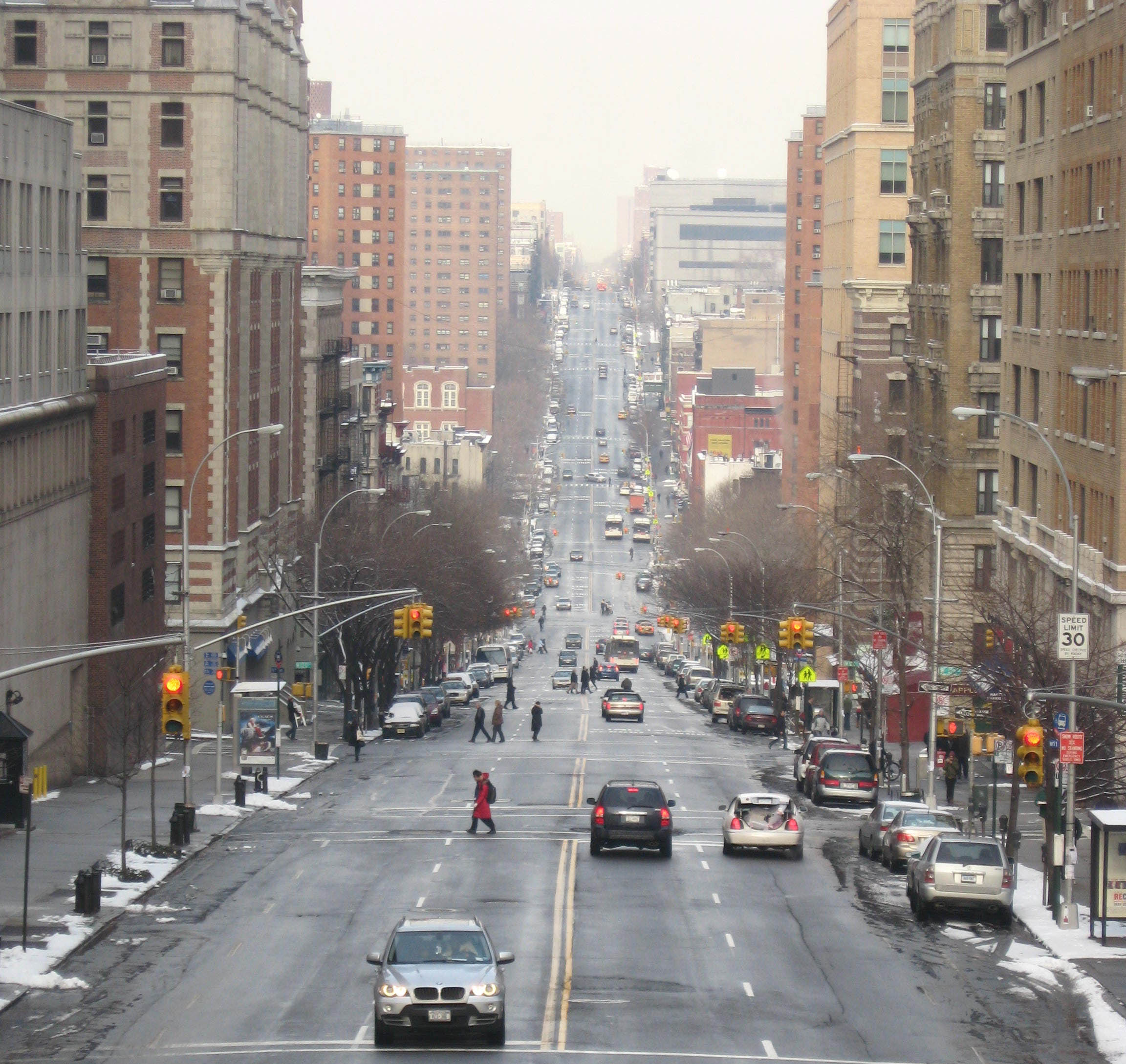
Amsterdam Avenue auf Höhe der Columbia University

Morningside Heights ist ein Stadtteil im Norden der West Side von Manhattan in New York City. Morningside Heights wird als „akademisches Viertel von New York City“ bezeichnet. Hier befindet sich neben weiteren Hochschulen die Columbia University, die einen großen Teil des Viertels einnimmt.
Im Jahr 2020 hatte Morningside Heights laut United States Census 37.277 Einwohner. Der Stadtteil ist Teil des Manhattan Community Districts 9 und gehört zum 26. Bezirk des New Yorker Polizeidepartements. Die Postleitzahlen (ZIP Codes) sind 10025 und 10027.

## Lage
Morningside Heights liegt in Upper Manhattan auf einem Hügel westlich von Harlem. Der Stadtteil wird im Norden von der 125th Street, im Osten vom Morningside Drive, im Süden von der 110th Street und im Westen vom Riverside Drive begrenzt. Benachbarte Stadtteile und Viertel sind im Norden Manhattanville (Harlem), im Osten Central Harlem und im Süden die Upper West Side mit dem angrenzenden Viertel Manhattan Valley.
Im Westen liegt am Hudson River der Riverside Park und im Osten entlang am Morningside Drive der Morningside Park. Hauptgeschäftsstraße ist der Broadway. Entlang des Broadways verkehrt in Nord-Süd-Richtung die Linie  der New York City Subway. Sie bedient in Morningside Heights die U-Bahn-Stationen Cathedral Parkway 110 Street, 116 Street Station – Columbia University und die einzige aufgeständerte 125th Street. Im Straßenverkehr ist der Stadtteil über den Henry Hudson Parkway gut erreichbar.

## Beschreibung

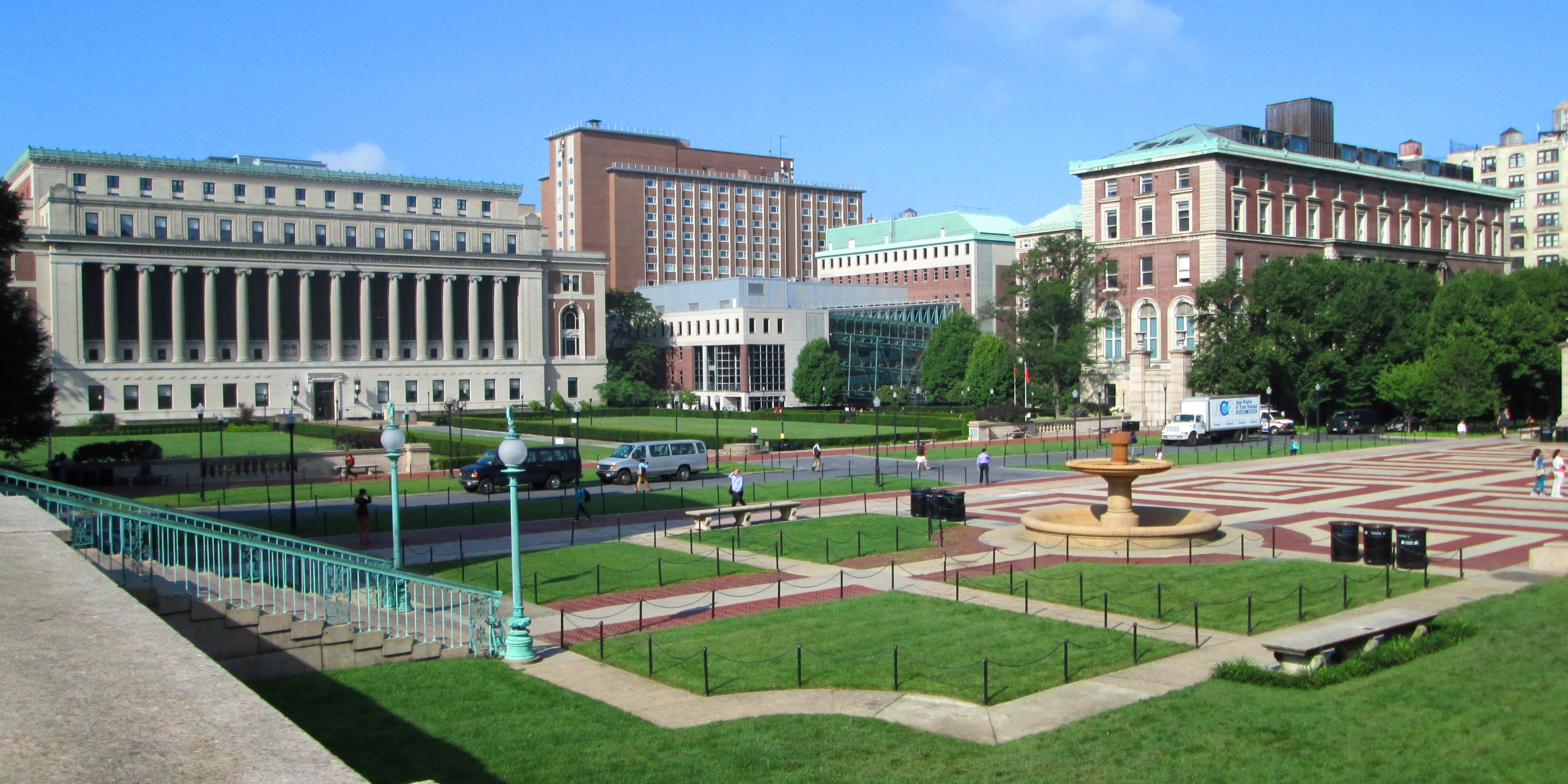
Columbia University, Campus

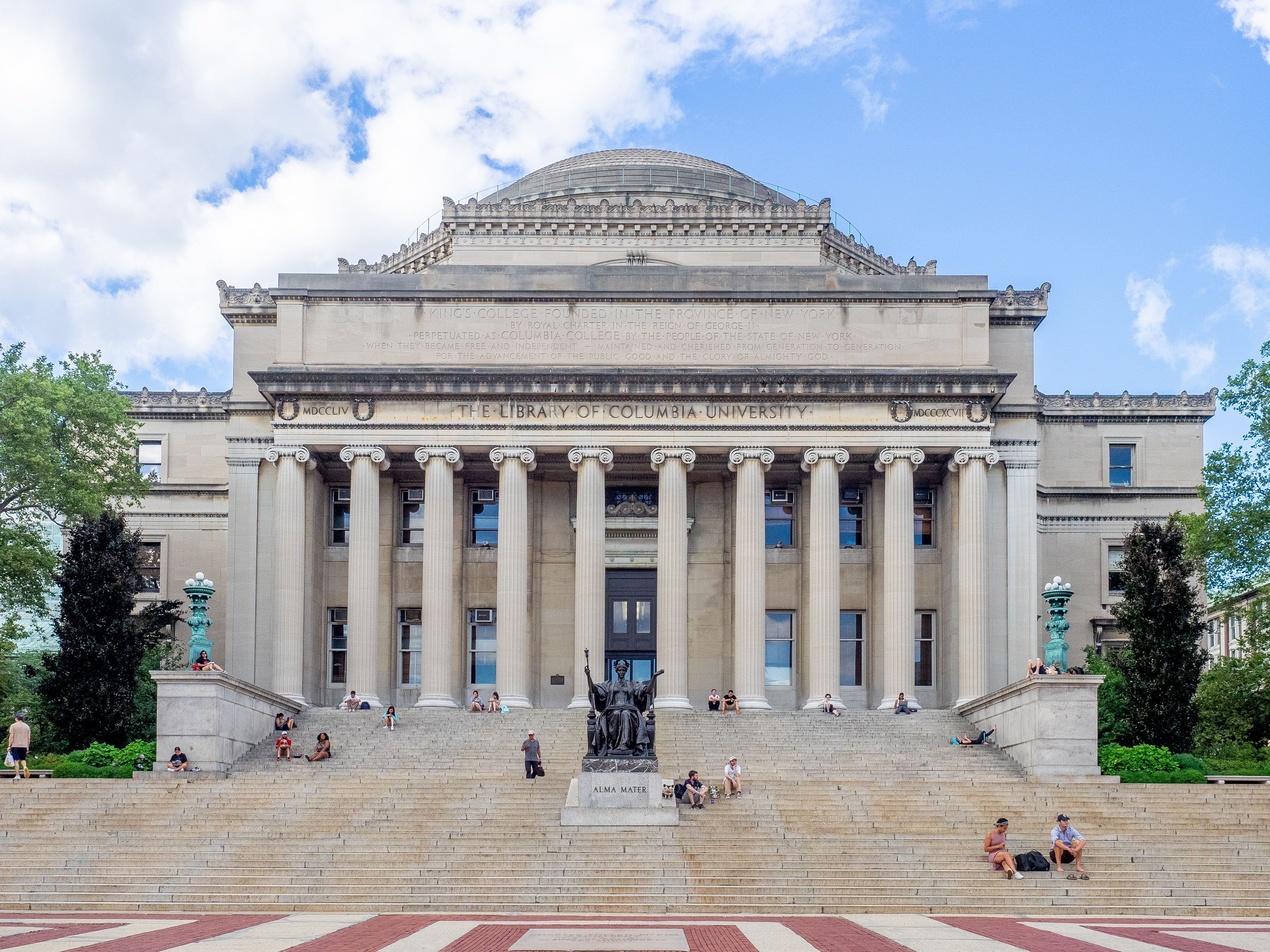
Low Memorial Library der Columbia University

Häufig verwendet man die Bezeichnung „Akademische Akropolis“, um Morningside Heights zu beschreiben. Zum einen liegt es auf einer der wenigen natürlichen Erhebungen Manhattans, und zum anderen gibt es dort zahlreiche akademische Einrichtungen, darunter die Columbia-Universität mit den meisten Grundstücken. Deren Campus ist mit seinen Feldern, Wiesen und Bäumen mitten in Manhattan bemerkenswert. Die Universität hat in den letzten vier Jahrzehnten viele Immobilien, Wohnhäuser usw. gekauft, da die Verwaltung das Image der Nachbarschaft verbessern will. Diese Pläne haben zuweilen Unruhe und Opposition herbeigeführt. Das Barnard College (ausschließlich für Frauen) liegt gleich dem Columbia-Campus gegenüber. Es ist ein Teil von Columbia, hat aber eine unabhängige akademische Verwaltung. Von Columbia völlig unabhängige Institutionen sind: das Union Theological Seminary (protestantisch), das Jewish Theological Seminary, die Manhattan School of Music und das Bank Street College of Education.
In der Nachbarschaft befinden sich auch die episkopalische Kathedrale (die Cathedral Church of St John the Divine), die Riverside-Kirche (von John D. Rockefeller finanziert), die Broadway Presbyterian Church, das International House, das General Grant National Memorial sowie das St.-Luke-Krankenhaus. Morning Heights ist etwa 20 Minuten mit der U-Bahn von Midtown Manhattan entfernt, hat die zweitniedrigste Kriminalitätsrate in Manhattan und ist eines der begehrtesten Wohnviertel der Stadt.

## Geschichte

### Bis 1890

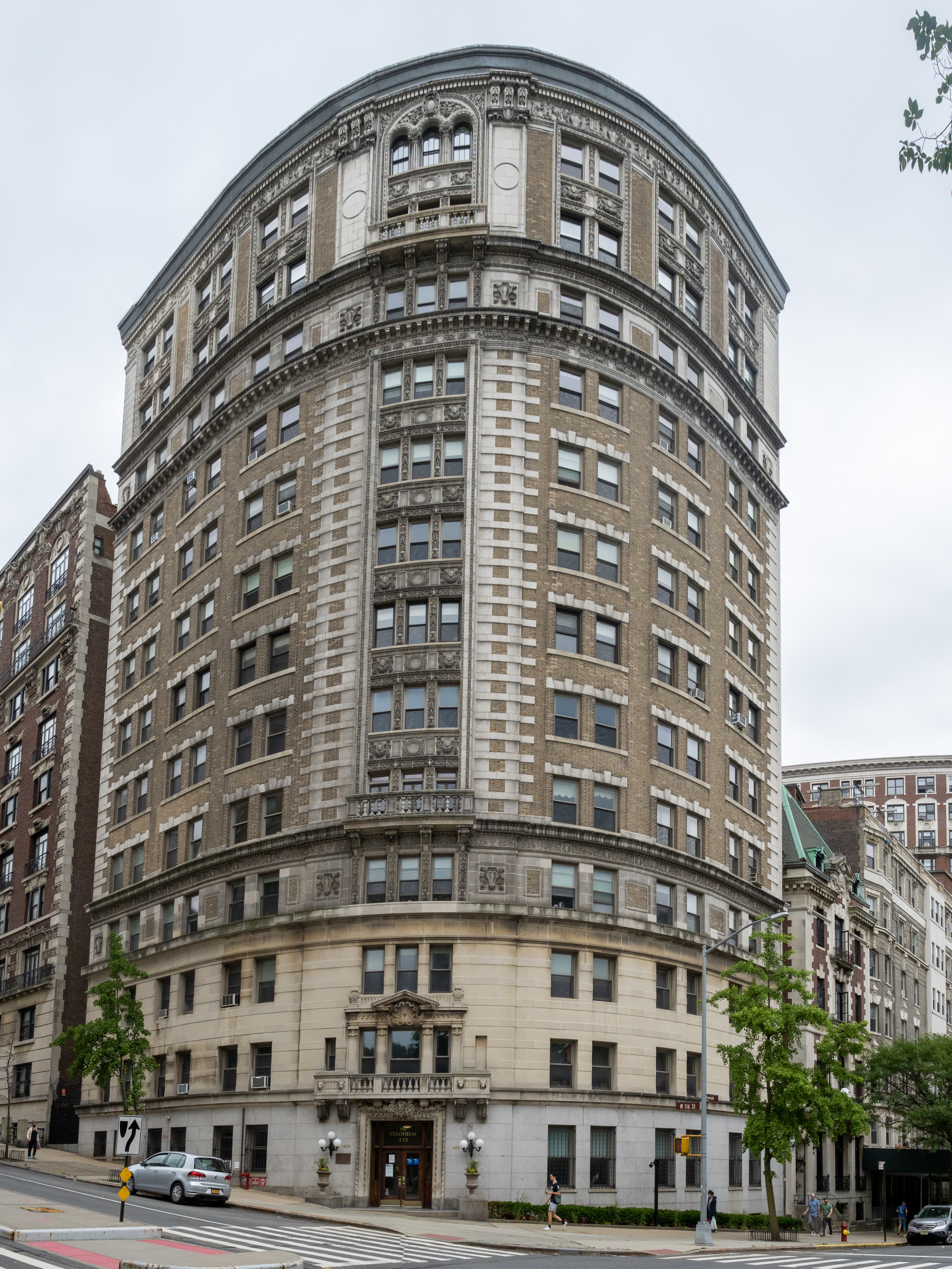
The Colosseum Apartments am Riverside Drive

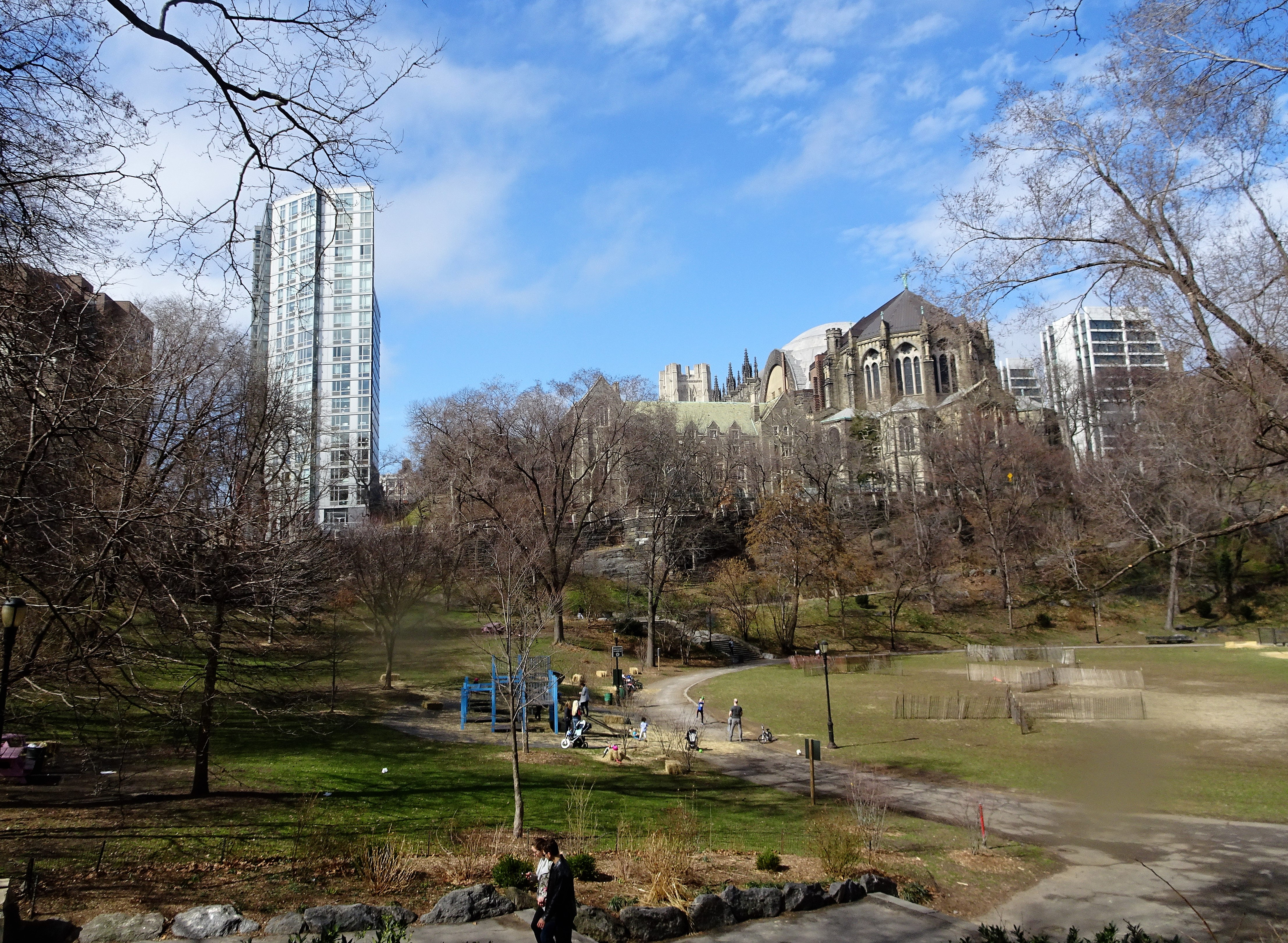
Morningside Park, Namensgeber des Stadtteils, Blick zur Cathedral of Saint John the Divine.

Ursprünglich wurde Manhattan von den amerikanischen Ureinwohnern der Lenape besiedelt. Die nächstgelegenen Siedlungen der Ureinwohner waren Rechewanis und Konaande Kongh im heutigen Central Park. Niederländische Siedler nahmen Manhattan im frühen 17. Jahrhundert in Besitz und nannten das nahe gelegene Gebiet „Vredendal“ (friedliches Tal). 1686 gewährte der Kolonialgouverneur von New York, Thomas Dongan, der Stadt New York das Patent auf ein Gebiet zwischen der heutigen West 107th bis zur 124th Street, das sich nach Westen bis zum Hudson River erstreckt. Die Stadt verkaufte das Land 1701 an Jacob De Key. 1702 wurde die Bloomingdale Road (heute Broadway) bis zur 117th Street verlängert und somit eine erste Straßenverbindung in das südliche Manhattan hergestellt. Harman Vandewater erwarb 1735 einen Teil der De Key Farm und nannte es ab 1738 „Vandewater Heights“. Vandewater Heights wurde 1785 an James W. De Peyster verkauft.
Am 16. September 1776 kämpfte im Amerikanischen Unabhängigkeitskrieg die Continental Army der Amerikaner gegen die britische Armee. Die Schlacht von Harlem Heights fand auf einem Weizenfeld statt, das heute das Grundstück des Barnard-College ist. Harlem Heights war der damalige Name dieses Gebietes. Zu dieser Zeit bestand das heutige Morningside Heights aus verstreuten Farmen und hieß zusammen mit dem Rest der Upper West Side Bloomingdale nach der Bloomingdale Road, die später zum Broadway wurde. Dieser Name hat nichts mit dem berühmten Kaufhaus zu tun und ist als Bezeichnung für das westlich des Broadway liegende Gebiet im südlich anliegende Viertel Manhattan Valley erhalten geblieben.
Der heutige Morningside Park wurde 1867 von Stadtvermessern als schwer bebaubar beschrieben. Diese bezeichneten das Gebiet zunächst Morningside, da der Hang von der Morgensonne beschienen wurde. Der Name war als vorübergehend gedacht, wurde aber später zur Benennung des Stadtteils übernommen.

### Ab 1890
Als die Columbia-Universität in den 1890er Jahren ihr erstes Grundstück kaufte und ihre Gebäude errichtete, war die Gegend noch teilweise ländlich und teilweise von mittelständischen oder wohlhabenden Weißen bewohnt. Durch die 1904 eröffnete U-Bahn-Linie 1 begünstigt wuchs das Viertel in den folgenden Jahren durch den Bau vieler großer Wohngebäude stark an. In den Jahrzehnten nach 1900 wurde das benachbarte Harlem zunehmend schwarz und arm, während Columbia eine „weiße Insel“ bleiben wollte. Der damalige Präsident, der einflussreiche Nicholas Murray Butler, hatte rassistische Ansichten. Die Universität hatte zu dieser Zeit einen strengen Numerus clausus, um Juden, Schwarze und andere unerwünschte Minderheiten auszuschließen. Deshalb versuchte die Universität, arme Bewohner aus der unmittelbaren Gegend herauszuhalten.
In den 1960er Jahren verschlechterte sich die Situation. Die Studenten waren radikaler geworden und protestierten gegen den Vietnamkrieg und die von Studentenangelegenheiten distanzierte Verwaltung der Universität. Im Frühling 1968 kündigte die Verwaltung an, die Uni wollte ein neues Fitnesszentrum im Morningside-Park aufbauen. Zunächst beabsichtigte die Universität, die meist schwarzen Bewohner der Nachbarschaft ausnahmslos auszuschließen. Als die Studenten und die verschiedenen Nachbarschaftsgruppen heftig reagierten, bot Grayson Kirk, der seinerzeitige Präsident der Universität, einen Kompromiss an: den sogenannten „Nichtstudenten“ würde man Zugang durch eine Tür hinter dem Gebäude gestatten. Die Situation in Morningside Heights geriet in Aufruhr, die Studenten streikten, besetzten die Büros der Verwaltung und legten die ganze Universität still. Die Abschiedszeremonien mussten abgesagt werden. Kirk musste schließlich unter Druck kündigen und das Fitnesszentrum wurde nie gebaut. Erst in den 1990er Jahren schloss man die von Baggern gegrabenen Löcher im Park.
Der von der Universität verursachte Konflikt mit ihren Nachbarn existiert noch heute. Allmählich wird die Gegend gentrifiziert, das heißt, durch Renovierung aufgewertet. Viele Leute protestieren noch dagegen: Sie behaupten der einzigartige, charmante Charakter ihres Viertels werde allmählich zerstört, wenn man die alten, einfachen Läden durch Ladenketten ersetzt, so dass es wie ein vermeintlich typisch amerikanischer Vorort aussehen werde. Außerdem werde die Miete für die Armen und die Minderheiten zu teurer.

### Historic District
Im Jahr 2017 bestimmte die New York City Landmarks Preservation Commission einen Teil des Viertels zum Morningside Heights Historic District. Der Historic District war erstmals 1996 vorgeschlagen worden. Die Columbia University war jedoch gegen eine solche Ernennung, da dies die Flexibilität der Universität als Vermieter in Morningside Heights eingeschränkt hätte. Der District umfasst 115 Wohn- und institutionelle Gebäude an der West 109th Street westlich des Broadway (Bloomingdale), östlich und westlich des Broadway vom Cathedral Parkway bis zur West 113th Street, westlich des Broadways von der West 113th Street bis zur West 116th Street und westlich der Claremont Avenue von West 116th bis West 119th Street.
Des Weiteren sind mehrere Bauwerke im National Register of Historic Places (NRHP) als Wahrzeichen der Stadt New York gelistet, darunter befinden sich die Cathedral of Saint John the Divine mit sechs weiteren Gebäuden auf dem Kirchenareal, die Riverside Church, die „Church of Notre Dame“, das General Grant National Memorial, das Apartmenthaus „The Colosseum“ und eine Reihe von Universitätsgebäuden.

## Demographie
Im Jahr 2020 hatte das United States Census Bureau die statistischen Zählbezirke (Areas und Tracts) neu konfiguriert. Somit sind die vor 2020 erzielten Daten meist nicht mehr mit den ab 2020 erhobenen Daten vergleichbar, des Weiteren sind die Zählbezirke Neighborhood Tabulations Area (NTA) und Census Tracts meist nicht deckungsgleich mit den genannten Stadtteilgrenzen. Da dies auch bei Morningside Heights zutrifft, werden die Census Blocks als kleinste Einheit zur Berechnung verwendet.
In Morningside Heights leben überwiegend Weiße mit einem Bevölkerungsanteil von rund 42 %; jeder fünfte Bewohner ist asiatischer Abstammung. Laut Volkszählung von 2020 betrug die Einwohnerzahl 37.277 bei einer Einwohnerdichte von 29.352 pro km². Im Stadtteil lebten 15.436 (41,4 %) Weiße, 7.968 (21,4 %) Asiaten, 7.052 (18,9 %) Hispanics und Latinos, 4.613 (12,4 %) Afroamerikaner,  500 (1,3 %) aus anderen Ethnien und 1.697 (4,6 %) aus zwei oder mehr Ethnien.

## Persönlichkeiten

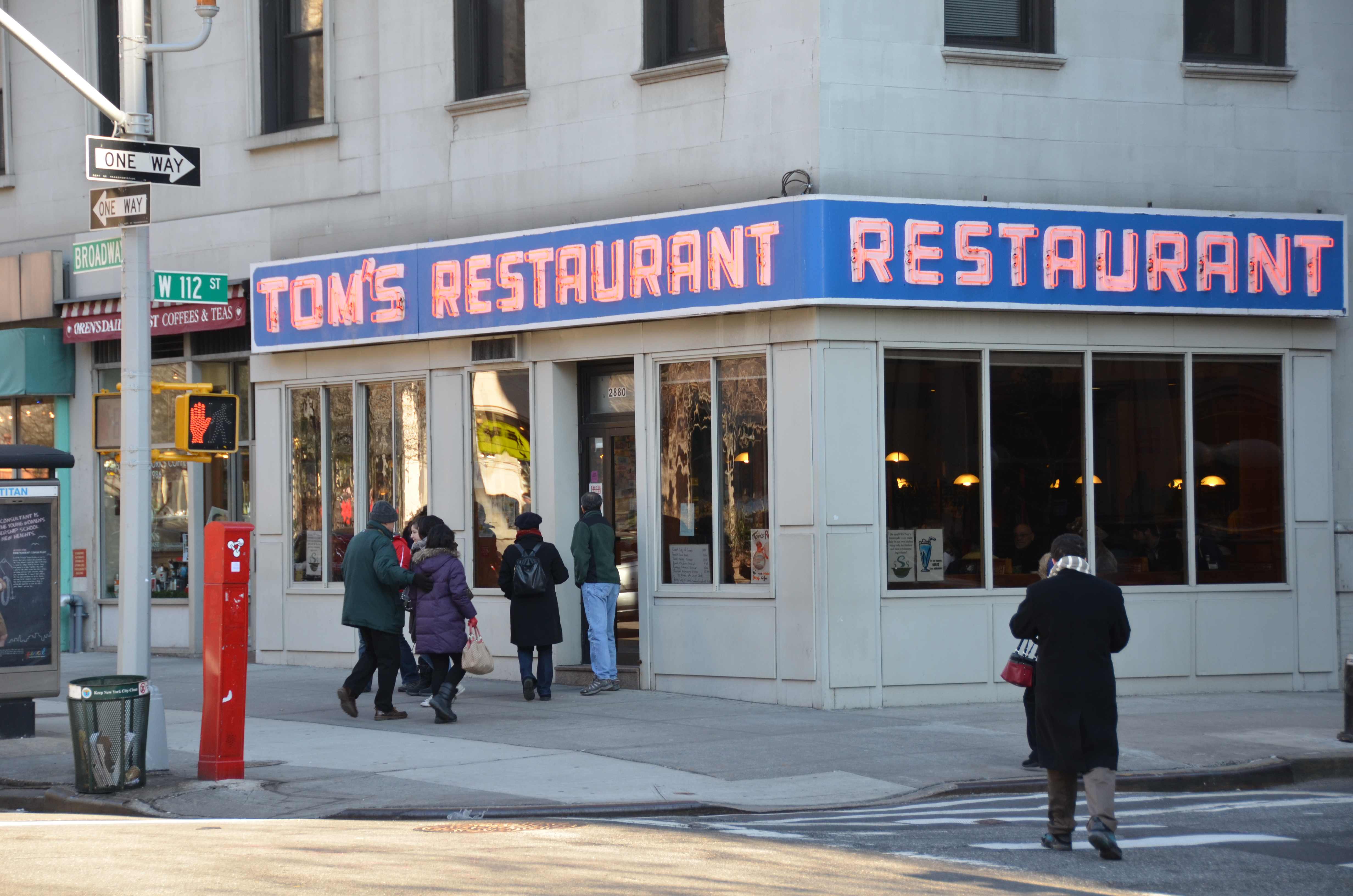
Tom’s Restaurant, das „Monk’s Café“ aus der Sitcom Seinfeld, Ecke 112th Street/Broadway

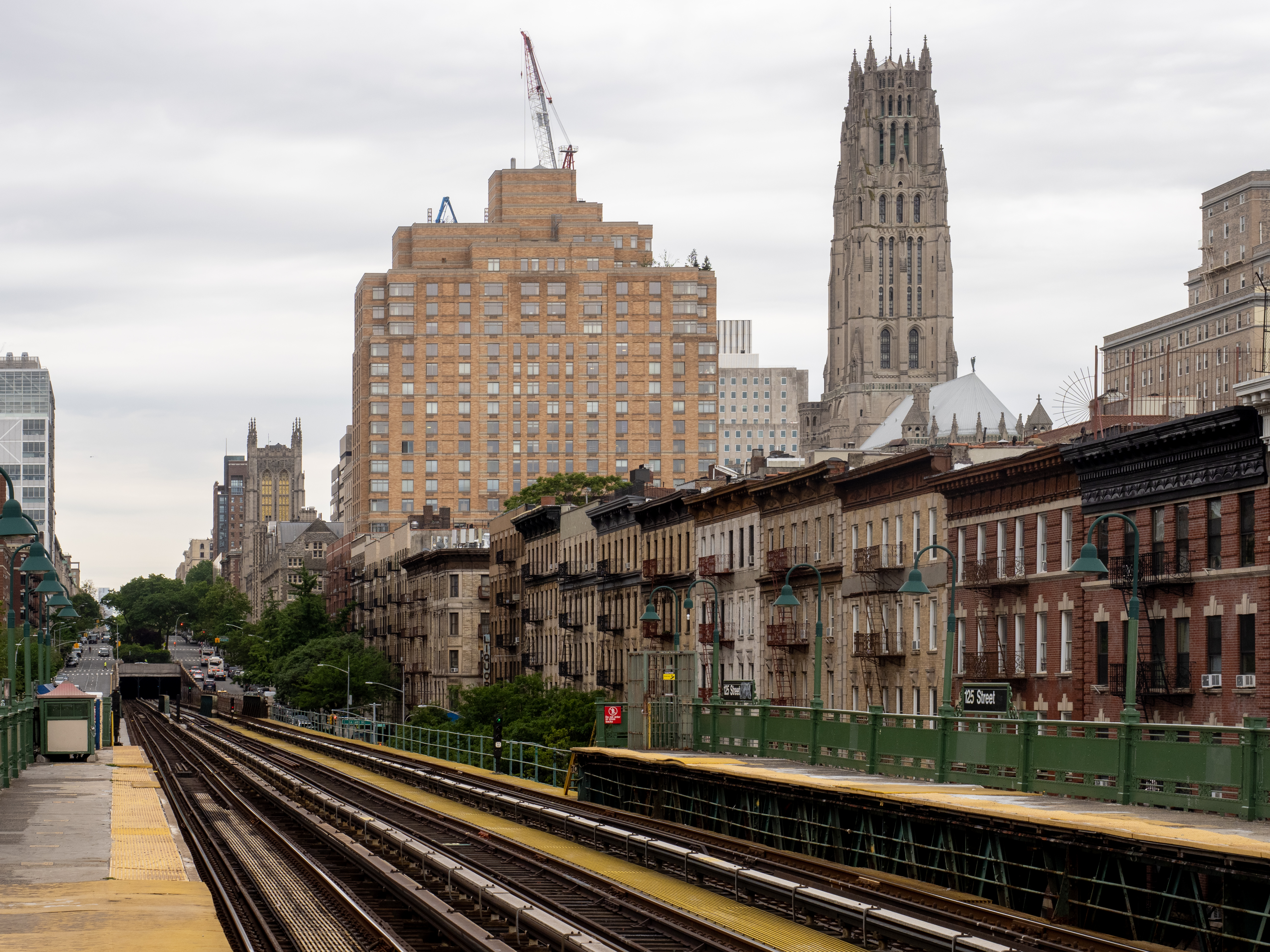
Blick von der Station 125th Street nach Süden, im Hintergrund die Riverside Church

- Der Komiker George Carlin wuchs in der 121. Straße in Morningside Heights auf. Er verwies auf die Gegend als „Weißes Harlem“. Diese bewusste Bezeichnung steht in scharfem Gegensatz zu den üblichen Bemühungen, das Viertel von Harlem klar zu unterscheiden.
- Enrico Fermi und andere Wissenschaftler des Manhattan-Projekts erbauten in einem Labor an der Columbia-Universität das Zyklotron, das die Entwicklung der Atombombe ermöglichte.
- Der Dichter Allen Ginsberg studierte in den 1950er Jahren an der Columbia-Universität. Er wurde von ihr verwiesen, nachdem er ein Gedicht mit homosexuellen Untertönen schrieb. Man nannte sein Werk obszön.
- Die Ethnologin Margaret Mead lebte während ihres Studiums an der Columbia-Universität zusammen mit ihrem Ehemann Luther Cressman von 1923 bis 1925 dort.
- Während seines Studiums an der Columbia University besuchte der Autor Thomas Merton die Corpus Christi Catholic Church auf 121. Straße, wo er sich zum Katholizismus bekehrte.
- Hunter S. Thompson studierte an der Columbia-Universität, verließ sie jedoch ohne einen Abschluss.
- Der Dichterarzt William Carlos Williams (1883–1963) ging um 1900 in der 120. Straße in Morningside Height zur Schule[5]